# Bourse Lauga-Delmas
Pour les articles homonymes, voir Lauga.
La Bourse Lauga-Delmas est un concours organisé par la radio française Europe 1 pour distinguer les meilleurs étudiants en dernière année d'école de journalisme. Cette bourse rend hommage à Francis Lauga, jeune reporter de la station qui a péri dans un accident d’avion en 1961, mais aussi à Alain Delmas, reporter au service Police-Justice, décédé en novembre 2006.
Le concours se déroule en quatre parties : le candidat doit d'abord préparer un flash radiophonique, puis un reportage. Il doit ensuite commenter un évènement en direct, et enfin s'entretenir avec un jury constitué de la direction et de journalistes d'Europe 1. Son premier prix est un contrat de plusieurs mois au sein de la rédaction d'Europe 1. Le second du concours peut également être recruté selon les besoins.

## Lauréats
- 1966 : Loïc Hervouët.
- 1967 : Thierry Pfister.
- 1968 : Jean-Jacques Mauriat.
- 1971 : Olivier de Rincquesen.
- 1978 : Jérôme Godefroy.
- 1979 : Philippe Lefait.
- 1981 : Benoît Laporte.
- 1982 : Olivier Samain et Marc Tronchot.
- 1983 : Benoît Duquesne.
- 1984 : Gilles Le Gendre.
- 1985 : François Coulon.
- 1986 : Vincent Parizot, Marie-France Etchegoin et Pierre Kupferman
- 1987 : Hélène Fanchini.
- 1988 : Patrice Martin.
- 1991 : Antoine Cormery.
- 1992 : Christophe Delay et Benjamin Vincent.
- 1994 : Laurent Guimier
- 1995 : Christophe Charles.
- 1996 : Céline Pigalle et Fabrice Papillon
- 1997 : Caroline Roux[2]
- 1998 : Jean-Luc Boujon.
- 1999 : Ingrid Vergara.
- 2000 : Bruno Faure.
- 2001 : Guillaume Biet.
- 2002 : Astrid Bard
- 2003 : Emmanuel Renard.
- 2004 : David Doukhan.
- 2005 : Sidonie Watrigant, Karim Rissouli et Maxime Switek.
- 2006 : Wendy Bouchard et Julien Bouissou.
- 2007 : Amandine Alexandre, Fabien Cazeaux et Émilie Denêtre.
- 2008 : Sébastien Krebs, Aurélie Herbemont et Marie Guibal.
- 2009 : Laure Dautriche, Mathieu Charrier et Nicolas Chauvin.
- 2010 : Arthur Helmbacher, Walid Berrissoul et Martin Feneau.
- 2011 : Julien Pearce et William Galibert.
- 2012 : Pierre Rigo et Simon Ruben.
- 2013 : Marguerite Lefebvre et Géraldine Ruiz.
- 2014 : François Geffrier.
- 2015 : Théo Maneval.
- 2016 : Shanel Petit.
- 2017 : Hadrien Bect[3].
- 2018 : Claudia Bertram et Marion Jort.
- 2019 : Joanna Chabas[4] et Sophie Eychenne